# Alexandru Buzbuchi
Alexandru Buzbuchi (Costanza, 31 ottobre 1993) è un calciatore rumeno, portiere del Farul Costanza.

## Palmarès

### Club

#### Competizioni nazionali
- Campionato rumeno: 2

Viitorul Costanza: 2016-2017
Farul Costanza: 2022-2023
- Coppa di Romania: 1

Viitorul Costanza: 2018-2019
- Supercoppa di Romania: 1

Viitorul Constanța: 2019